# Piero Minutolo
Piero Minutolo (Cosenza, 28 gennaio 1950) è un politico italiano.

## Biografia
Nato a Cosenza nel 1950, ha militato politicamente nelle file della Democrazia Cristiana, ricoprendo per molti anni la carica di consigliere comunale e, nel 1989, presidente del gruppo DC del comune capoluogo.
Fu assessore al decentramento tra il 1981 e il 1985, assessore al bilancio nel 1986 nella giunta presieduta da Giacomo Mancini, assessore al personale con Franco Santo dal 1987 al 1989, e infine vice-sindaco di Giuseppe Carratelli dal novembre 1991 al giugno 1992.
Il 12 giugno 1992 venne eletto sindaco di Cosenza, alla testa di una giunta di centro-sinistra. Durante il suo mandato fu anche consigliere nazionale dell'Associazione Nazionale Comuni Italiani. Fu l'ultimo sindaco democristiano della città di Cosenza e l'ultimo prima dell'elezione diretta del sindaco.